# Филиано
Филиа̀но (на италиански: Filiano, на местен диалект Filiànë, Филианъ) е малко градче и община в Южна Италия, провинция Потенца, регион Базиликата. Разположено е на 597 m надморска височина. Населението на общината е 3052 души (към 2012 г.).